# اتفاقية عمال المشروع
اتفاقية عمال المشروع (بالإنجليزية: Project Labor Agreement PLA)، والمعروفة أيضًا باسم اتفاقية القوى العاملة المجتمعية (بالإنجليزية: Community Workforce Agreement)، هي اتفاقية تفاوض جماعية قبل التوظيف مع نقابة عمالية واحدة أو أكثر تحدد شروط وأحكام التوظيف لمشروع بناء محدد. قبل توظيف أي عمال في المشروع، تتمتع نقابات البناء بحقوق التفاوض لتحديد معدلات الأجور والمزايا والاستحقاقات لجميع الموظفين العاملين في المشروع المعين والموافقة على أحكام الاتفاقية. تنطبق شروط الاتفاقية على جميع المقاولين والمقاولين من الباطن ‏ الذين تقدموا بعطاءات ‏ ناجحة للمشروع، وتحل محل أي اتفاقيات جماعية قائمة. تُستخدم اتفاقيات عمال المشروع في كل من المشاريع العامة والخاصة، وقد يجري تصميم أحكامها ومدة التعاقد المحددة من قبل الأطراف الموقعة لتلبية احتياجات مشروع معين. قد تتضمن الاتفاقية أحكامًا لمنع أي إضرابات أو إغلاقات أو توقفات أخرى للعمل طوال مدة المشروع. تتطلب اتفاقيات التوظيف عادةً إحالة الموظفين الذين يجري توظيفهم للمشروع من خلال قاعات التوظيف ‏ النقابية، وأن يدفع العمال غير المنتمين إلى النقابات رسومًا نقابية طوال مدة المشروع، وأن يتبع المقاول قواعد النقابة بشأن المعاشات التقاعدية وظروف العمل وحل النزاعات.
في الولايات المتحدة، يجري الموافقة على اتفاقيات عمال المشروع بموجب قانون العلاقات العمالية الوطنية (NLRA)، 29 USC §§ 151–169. تضع الفقرتان 8(e) و(f) من قانون العلاقات الوطنية للعمل، و29 USC §§ 158(e) و(f) استثناءات خاصة من المتطلبات الأخرى لقانون العلاقات العمالية الوطنية من أجل السماح لأصحاب العمل بالدخول في اتفاقيات ما قبل التوظيف مع النقابات العمالية في صناعة البناء. كانت الاتفاقيات قيد الاستخدام في الولايات المتحدة منذ ثلاثينيات القرن العشرين، وأصبحت موضوعًا للنقاش لأول مرة في الثمانينيات، لاستخدامها في المشاريع الممولة من القطاع العام. في هذه الحالات، جعلت الجهات الحكومية توقيع اتفاقيات الشراكة شرطًا للعمل في المشاريع الممولة من دافعي الضرائب. هذا النوع من الاتفاقيات، والمعروفة باسم اتفاقية عمال المشروع المفروضة من قبل الحكومة، يختلف عن اتفاقية عمال المشروع التي يجري إبرامها طواعية من قبل المقاولين في الأعمال العامة أو الخاصة - كما يسمح به قانون العلاقات العمالية الوطنية - وكذلك اتفاقية عمال المشاريع المفروضة من قبل كيان خاص في مشروع بناء ممول من القطاع الخاص.
لقد أثرت الأوامر التنفيذية الرئاسية الصادرة منذ عام 1992 على استخدام الاتفاقية التي فرضتها الحكومة في مشاريع البناء الفيدرالية. في فبراير 2009، أصدر الرئيس باراك أوباما الأمر التنفيذي رقم 13502، الذي شجع الوكالات الفيدرالية على النظر في فرض الاتفاقية على أساس كل حالة على حدة بالنسبة للعقود الفيدرالية التي تبلغ قيمتها 25 مليون دولار أو أكثر. يتطلب الأمر التنفيذي رقم 14063 للرئيس جو بايدن، والذي ألغى الأمر التنفيذي الذي أصدره أوباما، تطبيق الاتفاقية على عقود البناء الفيدرالية التي تبلغ قيمتها 35 مليون دولار أو أكثر.
يعارض عدد من المجموعات استخدام اتفاقية عمال المشروع، ويزعمون أن هذه الاتفاقيات بها تمييز ضد المقاولين غير النقابيين ولا تعمل على تحسين الكفاءة أو خفض تكاليف مشاريع البناء. توصلت الدراسات التي أجريت على اتفاقيات عمال المشروع إلى نتائج متباينة، حيث خلصت بعض الدراسات إلى أن هذه الاتفاقيات لها تأثير إيجابي، في حين وجدت دراسات أخرى أن هذه الاتفاقيات يمكن أن تزيد التكاليف، وقد تؤثر سلبًا على المقاولين والعمال غير النقابيين.

## التاريخ

### الاستخدام المبكر
يعود أقدم استخدام لاتفاقيات عمال المشروع في الولايات المتحدة إلى العديد من مشاريع السدود في ثلاثينيات القرن العشرين، بما في ذلك سد كولي الكبير في واشنطن، وسد شاستا في كاليفورنيا، وسد هوفر في نيفادا. تطورت الاتفاقيات الحديثة بشكل خاص عن تلك التي كانت مُستَخدمة في البناء الذي جرى تنفيذه خلال الحرب العالمية الثانية، وهي الفترة التي كان فيها الطلب على العمالة الماهرة مرتفعًا، وسيطرت نقابات البناء على 87% من السوق الوطنية، وزاد الإنفاق الحكومي على البناء بشكل كبير خلال فترة قصيرة من الزمن. ركزت اتفاقيات العمل المبكرة هذه على تحديد معدلات الأجور القياسية ومنع توقف العمل. وشملت المشاريع التي طبقت تلك الاتفاقيات المشاريع المُنفذة في كيب كانافيرال في الستينيات، وعالم والت ديزني من عام 1967 إلى عام 1971 وخط أنابيب ترانس ألاسكا من عام 1973 إلى عام 1977. خلال هذه الفترة وما بعدها، انخفضت حصة النقابات في صناعة البناء بشكل حاد حيث سعى مستخدمو البناء إلى المزيد من المنافسة المفتوحة. بحلول ثمانينيات القرن العشرين، استحوذ المقاولون غير المنتمين إلى النقابات على ما يزيد عن 80% من أعمال البناء، في مجموعة واسعة من المهن، مع بعض التباين في أجزاء مختلفة من البلاد.

### ميناء بوسطن والأوامر التنفيذية
أصبح مشروع استصلاح ميناء بوسطن الذي بدأ في ثمانينيات القرن العشرين محورًا للنقاش حول شرعية اتفاقيات عمال المشروع. عندما اختارت هيئة موارد المياه في ماساتشوستس استخدام الاتفاقية التي فرضت العمالة النقابية فقط، طعن اتحاد البنائين والمقاولين في ماساتشوستس/رود آيلاند في شرعية الاتفاقية، مؤكدين أن استخدام تلك الاتفاقية محظور بموجب قانون العلاقات العمالية الوطنية. في عام 1990، قضت محكمة الاستئناف الفيدرالية للدائرة الأولى بأن اتفاقية عمال المشروع في ميناء بوسطن انتهكت قانون العمل الفيدرالي بسبب متطلبات العمل النقابي.
في 23 أكتوبر 1992، بينما كانت قضية ميناء بوسطن لا تزال في المحكمة، وقَّع الرئيس جورج بوش الأب على الأمر التنفيذي رقم 12818 الذي يحظر على الوكالات الفيدرالية حصر التعاقد مع العمالة النقابية لمشاريع البناء. حظر أمر بوش استخدام اتفاقيات البناء المسبقة في مشاريع البناء الفيدرالية. ألغت إدارة كلينتون هذا الأمر عندما أصدر الرئيس بيل كلينتون الأمر التنفيذي رقم 12836 في فبراير 1993، بعد وقت قصير من توليه منصبه. سمح هذا الأمر للوكالات الفيدرالية بتمويل مشاريع البناء التي يطلب فيها المقاولون اتفاقية عمل المشروع. وبعد شهر واحد، في قضية تنظيف ميناء بوسطن، أيدت المحكمة العليا للولايات المتحدة بالإجماع استخدام الاتفاقيات في المشاريع العامة. حكمت المحكمة العليا بأنه إذا كانت الحكومة في دور الجهة التنظيمية، فلن تكون قادرة على إلزام استخدام اتفاقية عمال المشروع بموجب مبادئ أولوية بقانون العمل، ومع ذلك، يمكنها اختيار القيام بذلك كمشارك في السوق دون أن تكون خاضعة لقانون العلاقات العمالية الوطنية. ولم تتطرق المحكمة إلى المسألة المنفصلة المتعلقة بما إذا كانت اتفاقية عمال المشروع التي تفرضها الحكومة قانونية بموجب قوانين المناقصات التنافسية الفيدرالية أو الولائية. أدى القرار إلى زيادة استخدام اتفاقيات عمال المشروع في مشاريع البناء في القطاع العام في جميع أنحاء الولايات المتحدة.
في عام 1997، اقترح كلينتون أمرًا تنفيذيًا ينص على أن الوكالات الفيدرالية يجب أن تفكر في استخدام اتفاقيات عمال المشروع للمشاريع الممولة فيدراليًا. عارض الجمهوريون هذه الخطوة بشدة، معتقدين أنها ستقصر المشاريع الفيدرالية على المقاولين النقابيين فقط. تخلى كلينتون عن الأمر التنفيذي المقترح، لكنه أصدر مذكرة في 5 يونيو 1997، يشجع فيها الإدارات الفيدرالية على النظر في استخدام الاتفاقية في مشاريع "كبيرة ومهمة". نصت المذكرة على أن تقوم الوكالات الحكومية بمراجعة كل مشروع لتحديد ما إذا كان تنفيذ الاتفاقية سيسمح للوكالة بزيادة الكفاءة وخفض التكاليف.

### حظر المشاريع الفيدرالية والمشاريع المدعومة من الحكومة الفيدرالية
في 17 فبراير 2001، وقَّع الرئيس جورج دبليو بوش على الأمر التنفيذي رقم 13202، «الحفاظ على المنافسة المفتوحة وحياد الحكومة تجاه العلاقات العمالية للمقاولين الحكوميين في مشاريع البناء الفيدرالية والممولة فيدراليًا»، والذي يحظر استخدام الاتفاقية في مشاريع البناء الممولة فيدراليًا. نص هذا الأمر على أن مشاريع البناء التي تتلقى تمويلًا فيدراليًا لن يُسمح لها بفرض اتفاقيات عمال المشروع. على وجه التحديد، أعلن الأمر أنه لا الحكومة الفيدرالية، ولا أي وكالة تعمل بمساعدة فيدرالية، يجب أن تطلب أو تمنع المقاولين في مجال البناء من توقيع اتفاقيات نقابية كشرط لأداء العمل في مشاريع البناء الممولة فيدراليًا. سمح الأمر باستمرار أي اتفاقيات جرى الاتفاق عليها مسبقًا، ولم يؤثر على المشاريع التي لم تتلق تمويلًا فيدراليًا. ألغى أمر بوش الأمر التنفيذي السابق الذي أثر على اتفاقيات عمال المشروع، وهو أمر كلينتون رقم 12836، والذي ألغى الأمر التنفيذي الذي أصدره الرئيس جورج بوش الأب في عام 1992. في أبريل/نيسان 2001، أصدر الرئيس جورج دبليو بوش تعديلاً (الأمر التنفيذي رقم 13208)، يسمح بإعفاء مشاريع معينة من هذا الأمر، إذا كان قد جرى بالفعل منح عقد متعلق بالمشروع مع متطلبات أو حظر الاتفاقية في وقت صدور الأمر.
في أغسطس/آب 2001، قضت المحكمة الجزئية الأمريكية بعدم صلاحية الأمر التنفيذي رقم 13202 في قضية تتعلق باستخدام ولاية ماريلاند لأمر الاتفاقية في مشروع استبدال جسر وودرو ويلسون. حكمت المحكمة بأن الأمر غير صالح لأنه يتعارض مع قانون العلاقات العمالية الوطنية. أصدر القاضي أمرًا قضائيًا دائمًا بمنع تنفيذ الأمر في 7 نوفمبر 2001. في يوليو 2002، ألغت محكمة الاستئناف الأمريكية لمقاطعة كولومبيا قرار المحكمة الجزئية وأمرت بإلغاء الأمر القضائي. وفي أعقاب هذا القرار، اعترفت وزارة الدفاع ووكالة ناسا وإدارة الخدمات العامة رسميًا بالأمر في السجل الفيدرالي ونفذته في عمليات تقديم العطاءات الخاصة بالبناء.
وعلى الرغم من أن قرار محكمة الاستئناف في عام 2002 أيد الأمر التنفيذي الذي يحظر على المشاريع الفيدرالية استخدام اتفاقيات عمال المشروعات، فقد سُمح للولايات والمقاطعات الفردية باستخدام اتفاقيات عمال المشروعات في بعض الأشغال العامة حيث كان التمويل من عائدات الولايات والحكومات المحلية. وقد لاقت هذه الاتفاقيات معارضة من جانب منظمات مثل رابطة البنائين والمقاولين ومجموعة المقاولين السود. كان أحد الأمثلة البارزة للتشريعات المؤيدة للاتفاقيات هو ما جرى إقراره في ولاية نيوجيرسي، حيث أصدرت قانونًا في عام 2002 يسمح باستخدام اتفاقيات عمال المشروع لبعض المشاريع الممولة من الحكومة.

### استخدام اتفاقيات عمال المشروع منذ عام 2009
في 6 فبراير 2009، وقَّع الرئيس باراك أوباما على الأمر التنفيذي رقم 13502، والذي يحث الوكالات الفيدرالية على النظر في إلزام استخدام اتفاقيات عمال المشروع في مشاريع البناء الفيدرالية التي تبلغ تكلفتها 25 مليون دولار أو أكثر على أساس كل حالة على حدة. وقد أدى هذا القانون إلى إلغاء الأوامر التنفيذية التي أصدرها بوش رقم 13202 ورقم 13208 قبل ثماني سنوات والتي حظرت الاتفاقيات التي فرضتها الحكومة على مشاريع البناء الفيدرالية والممولة فيدراليًا. وينص أمر أوباما على أن الوكالات الفيدرالية يمكنها أن تطلب اتفاقية إذا كان مثل هذا الاتفاق من شأنه أن يحقق الأهداف الفيدرالية في الاقتصاد والكفاءة. وفقًا لشروط الأمر، يجوز للمقاولين غير النقابيين التنافس على العقود الخاضعة لاتفاقيات عمال المشروع، ولكن يجب عليهم الموافقة على الشروط والأحكام المختلفة الواردة في كل اتفاقية من أجل الفوز بعقد فيدرالي وبناء مشروع. إن التغيير الرئيسي عن الأمر الصادر في عام 2001 هو أنه من خلال إلغاء أوامر بوش، فإن أمر أوباما يسمح للمستفيدين من التمويل الفيدرالي، مثل أصحاب البناء على مستوى الولاية والمحليات والقطاع الخاص، بفرض أوامر الاتفاقية على مشاريع الأشغال العامة دون التقيد بحجم المشروع. ومع ذلك، فإن الأمر لا يشجع أو يفرض على المستفيدين من المساعدات الفيدرالية استخدام اتفاقية مفروضة من الحكومة.
ومع ظهور مشروع قانون التحفيز في فبراير 2009 الذي خصص حوالي 140 مليار دولار لمشاريع البناء الفيدرالية والولائية والمحلية، كانت المعارك حول اتفاقيات عمال المشروع التي فرضتها الحكومة على مشاريع الأشغال العامة من عام 2009 إلى عام 2011 واسعة النطاق على مستوى حكومات الولايات والحكومات المحلية. وقد اختلف المسؤولون الحكوميون والمشرعون بشأن استخدام الاتفاقيات في مشاريع في عدة ولايات بما في ذلك آيوا، وأوريجون، وأوهايو، وكاليفورنيا، وغيرها. صوتت المجتمعات الفردية على ما إذا كان ينبغي حظر استخدام الاتفاقيات التي فرضتها الحكومة في مشاريع البناء الممولة من دافعي الضرائب، بما في ذلك مبادرات الاقتراع في تشولا فيستا، وأوشنسايد، وفي مقاطعة سان دييغو، كاليفورنيا في عام 2010، مما أدى إلى منع المسؤولين من فرض أو حظر استخدام الاتفاقيات للمشاريع الحكومية. في عام 2011، قدم المقاولون احتجاجات إلى مكتب محاسبة الحكومة ضد الاتفاقيات التي فرضتها الحكومة لمشاريع البناء في نيو هامبشاير ونيوجيرسي وبنسلفانيا وواشنطن العاصمة. أدت هذه الاحتجاجات إلى إزالة الاتفاقيات من طلبات المشاريع في كل حالة.
جاء الأمر التنفيذي رقم 14063 الذي أصدره الرئيس جو بايدن، والذي ألغى الأمر التنفيذي لأوباما، ليفرض اتفاقيات عمال المشروع على عقود البناء الفيدرالية التي تبلغ قيمتها 35 مليون دولار أو أكثر، كما أنشأ استراتيجية تدريب لمسؤولي التعاقد. ينص قانون المشتريات الفيدرالي رقم 52.222-34 على بند عقدي ليُضمن في عقد البناء ذي الصلة، والذي يتطلب الحفاظ على اتفاقية عمال المشروع طوال مدة المشروع. وفقًا للقاعدة المقترحة لعام 2022 من قبل مجلس تنظيم المشتريات الفيدرالي لتنفيذ الأمر التنفيذي 14063، من السنة المالية 2009 إلى السنة المالية 2021، فرضت الوكالات الفيدرالية اتفاقيات عمال المشروع على 12 عقدًا فقط من أكثر من 2000 عقد بناء فيدرالي يشملها أمر أوباما.
اعتبارًا من مارس 2023، من خلال التشريع أو بموجب أمر تنفيذي صادر عن حاكم الولاية، فإن الولايات الخمس والعشرين التالية لديها قوانين نشطة تحظر اتفاقيات عمال المشروع التي تفرضها الحكومة على مشاريع البناء الحكومية أو المدعومة من الولاية و/أو الممولة من دافعي الضرائب المحليين إلى حد ما: ألاباما، أريزونا، أركنساس، فلوريدا، جورجيا، أيداهو، آيوا، كانساس، كنتاكي، لويزيانا، ميشيغان، ميسيسيبي، ميسوري، مونتانا، كارولينا الشمالية، داكوتا الشمالية، أوكلاهوما، كارولينا الجنوبية، داكوتا الجنوبية، تينيسي، تكساس، يوتا، فرجينيا الغربية، ويسكونسن ووايومنغ. وقد فشلت كل الطعون القانونية ضد هذه القوانين. وقد أُلغيت السياسات الحكومية التي تقيد فرض الحكومة لاتفاقيات عمال المشروع في عدة ولايات هي: مين ومينيسوتا ونيفادا وفيرجينيا بعد سيطرة الحزب الديمقراطي على حكومات الولايات. تشمل الولايات التي أصدرت أوامر تنفيذية أو سنت تشريعات تسمح أو تشجع استخدام اتفاقيات عمال المشروع في المشاريع العامة كلا من: كاليفورنيا، وكونيتيكت، وهاواي، وإلينوي، وميريلاند، ومين، ونيوجيرسي، ونيويورك، وفيرجينيا، وولاية واشنطن.
كانت إدارة بايدن تدفع حكومات الولايات والحكومات المحلية إلى طلب اتفاقيات عمال المشروع على المشاريع التي تساعدها الحكومة الفيدرالية من خلال برامج المنح الفيدرالية التي تزيد قيمتها عن 250 مليار دولار والتي تمنح المتقدمين للحصول على المنح معاملة تفضيلية إذا كانت اتفاقيات عمال المشروع مطلوبة على مشاريع البنية التحتية الممولة من دافعي الضرائب والتي تشتريها حكومات الولايات والحكومات المحلية التي تسعى للحصول على أموال فيدرالية تتدفق من برامج جديدة في قانون الاستثمار في البنية التحتية والوظائف وقانون خطة الإنقاذ الأمريكية والتشريعات الأخرى التي أقرها الكونجرس والتي تفوض وتمول أموال البنية التحتية ولكنها تصمت بشأن تفضيلات ومتطلبات اتفاقيات عمال المشروع. وقد تعرضت إدارة بايدن لانتقادات، بسبب فرضها اتفاقيات عمال المشروع على مشاريع البناء الخاصة التي تتلقى منحًا فيدرالية وإعفاءات ضريبية، مثل السياسة المؤيدة لاتفاقيات عمال المشروع الواردة في إشعار فرصة التمويل لبرنامج حوافز CHIPS التابع لوزارة التجارة الأمريكية.
في 27 فبراير 2023، قدَّم كلا من النائب جيمس كومر، وهو جمهوري من كنتاكي، والسيناتور تود يونج، وهو جمهوري من إنديانا، مقترح قانون المنافسة العادلة والمفتوحة (HR 1209 / S. 537)، وهو التشريع الذي يعزز المنافسة العادلة والمفتوحة في العقود لبناء مشاريع البناء الممولة من دافعي الضرائب والمدعومة فيدراليًا من خلال تقييد استخدام اتفاقيات العمل في المشاريع التي تفرضها الحكومة. وقد حظي التشريع بدعم من تحالف كبير من جمعيات البناء وأصحاب العمل.

## جدال حول استخدام الاتفاقيات
كان هناك الكثير من الجدل حول اتفاقيات عمال المشروع التي فرضتها الحكومة، وخاصة بالنسبة للمشاريع الممولة من القطاع العام. وقد حظي استخدام الاتفاقيات بدعم من نقابات البناء، وبعض الشخصيات السياسية، الذين يؤكدون أن اتفاقيات العمل في المشاريع ضرورية لضمان إكمال المشاريع الكبيرة والمعقدة في الوقت المحدد وفق الجدول المحدد. وفقًا لأولئك الذين يؤيدون استخدام مثل هذه الاتفاقيات، فإن اتفاقيات عمال المشروع تمكن أصحاب المشاريع من التحكم في التكاليف وضمان عدم وجود أي اضطرابات في جدول البناء، على سبيل المثال بسبب الإضرابات. يشير أنصار اتفاقيات عمال المشروع على وجه الخصوص، إلى تضمين بنود في الاتفاقية توافق على إنشاء لجان لحل مشاكل إدارة العمالة التي تتعامل مع مشاكل الجدولة ومراقبة الجودة والصحة والسلامة والإنتاجية أثناء تنفيذ المشروع. كما يذكرون أن اتفاقيات عمال المشروع تضمن أن القوى العاملة التي يجري توظيفها تلقت تدريبًا وأنها ذات جودة عالية. إن استخدام اتفاقيات عمال المشروع في مشاريع البناء الخاصة الكبيرة مثل بناء ملعب جيليت الخاص بفريق نيو إنجلاند باتريوتس، يُعد من الأمثلة على كيفية مساعدة اتفاقيات عمال المشروع لأصحاب المشاريع في تلبية المواعيد النهائية الضيقة، وفقًا للداعمين. بالإضافة إلى الفوائد المذكورة لأصحاب المشاريع، يقول مؤيدو الاتفاقيات أيضًا أن استخدام تلك الاتفاقيات له تأثير إيجابي على المجتمعات المحلية، من خلال تحديد أهداف للتوظيف المحلي وتوفير التعليم.
عارض تحالف من مجموعات البناء وأصحاب العمل في الولايات المتحدة، بما في ذلك اتحاد المقاولين العامين في أمريكا (AGC)، واتحاد البناة والمقاولين (ABC)، والمائدة المستديرة لصناعة البناء (CIRT)، والاتحاد الوطني للأعمال المستقلة (NFIB)، وغرفة التجارة السوداء الوطنية، وغرفة التجارة الأمريكية كل هؤلاء قد عارضوا بنشاط استخدام اتفاقيات عمال المشروع، وخاصة تلك التي فرضها المشرعون على مشاريع البناء الممولة من دافعي الضرائب التي تشتريها الحكومة الفيدرالية والولائية والمحلية. وقد تحدت هذه المجموعات استخدام مثل هذه الاتفاقيات من خلال التقاضي، وممارسة الضغط، وحملات العلاقات العامة. وقد أيد معارضو الاتفاقيات الأمر التنفيذي الذي أصدره بوش والذي يحظر الاتفاقيات التي تفرضها الحكومة، وزعموا أنه في الفترة من عام 2001 إلى عام 2008، عندما كان الأمر التنفيذي ساري المفعول، لم تعاني أي مشاريع فيدرالية من مشاكل عمالية كبيرة أو تأخيرات أو تجاوزات في التكاليف يمكن إرجاعها إلى غياب وجود تلك الاتفاقيات. تشير الدراسات الاستقصائية للمقاولين غير النقابيين إلى أن الاتفاقيات التي تفرضها الحكومة تزيد من التكاليف؛ وتقلل من المنافسة؛ وتقلل من الاقتصاد والكفاءة في التعاقد الحكومي؛ وتقوض الاستثمارات في برامج تنمية القوى العاملة؛ وتقلل من سلامة المشروع أو جودته أو ميزانيته أو توقيته؛ وتؤدي إلى نتائج توظيف محلية أسوأ؛ وتقلل من توظيف النساء والمؤسسات التجارية المخضرمة والمحرومة وعمال البناء. وفقًا لأولئك الذين يعارضون اتفاقيات عمال المشروع، فإن هذه الاتفاقيات تفرض قيودًا على ممارسات التوظيف والعمل للمقاولين، ويمكن أن تؤدي إلى زيادة التكاليف لأصحاب المشاريع.
كان أحد اعتراضاتهم على اتفاقيات عمال المشروع هو أن الاتفاقيات تتطلب من المقاولين الالتزام بقواعد العمل النقابية غير الفعالة، ودفع مُقابل مزايا النقابة حتى لو كانت لديهم خطط مزايا قائمة، مما قد يؤدي إلى زيادة تكاليف العمالة وتعريض المقاولين لمزيد من عدم الثقة والمخاطر المالية في شكل التزامات خاصة بمعاشات التقاعد لأصحاب العمل. بالإضافة إلى ذلك، فإنهم يعارضون استخدام اتفاقيات عمال المشروع لتقييد التوظيف في المشاريع على عمال البناء الذين تختارهم النقابات من خلال قاعات التوظيف النقابية، مشيرين إلى أن هذا لا يزيد من جودة العامل حيث أن جميع الحاصلين على ترخيص في حرفة ما لديهم على الأقل نفس مستوى التعليم والمهارة، بغض النظر عما إذا كانوا ينتمون إلى نقابة أم لا. يعترض المعارضون على البنود الواردة في اتفاقيات عمال المشروع النموذجية والتي تُجبر المقاولين على استبدال معظم أو كل موظفيهم الحاليين بعمالة نقابية غير مألوفة، لأن ذلك قد يقلل من سلامة القوى العاملة والإنتاجية والتنوع. توصلت الأبحاث إلى أن العدد المحدود من المهنيين الحرفيين غير المنتمين إلى نقابات والمسموح لهم بالعمل في مشاريع البناء الخاضعة لاتفاقيات عمال المشروع التي تفرضها الحكومة يعانون من انخفاض في الأجور والمزايا يقدر بنحو 34% ما لم يُجبروا القوى العاملة الحالية لديهم على قبول التمثيل النقابي ودفع رسوم النقابة و/أو الانضمام إلى نقابة كشرط للتوظيف والحصول على مزايا في موقع عمل قانون العمل الحكومي (اتفاقية عمال المشروع). يزعم المعارضون أيضًا أن الأحكام الواردة في اتفاقيات عمال المشروع النموذجية تتطلب من المقاولين توظيف المتدربين فقط من برامج التدريب التابعة للنقابات، مما يحد من الاستثمارات في برامج التدريب المسجلة لدى الحكومة والجمعيات غير التابعة للنقابات، وقد يؤدي إلى تفاقم نقص العمالة الماهرة داخل صناعة البناء التي كان من المتوقع أن تتجاوز نصف مليون عامل في عام 2023.
هناك نقطة أخرى مثيرة للجدل وهي نسبة عمال البناء الذين ينتمون إلى نقابات. وفقًا للمعارضين، بموجب اتفاقيات عمال المشروع، يجب على المقاولين توظيف عمال البناء من خلال قاعات التوظيف النقابية، والعمال النقابيون هم الأغلبية من بين الذين يعملون في مشاريع تخضع لاتفاقيات عمال المشروع، على الرغم من أن العمال غير النقابيين يشكلون غالبية القوى العاملة في مجال البناء بوجه عام. تشير تقديرات نسبة عمال البناء غير المنتمين إلى نقابات، والتي استشهد بها معارضو الاتفاقيات، إلى أن قرابة 85% من العمال غير منتمين لنقابة، استنادًا إلى أرقام من مكتب إحصاءات العمل التابع لوزارة العمل الأمريكية، وتشير البيانات الأحدث إلى أن هذا الرقم وصل إلى أعلى مستوى له على الإطلاق وهو 88.3%. وقد شكك مؤيدوا اتفاقيات عمال المشروع في هذا الرقم، حيث يؤكدون أن الأرقام التي قدمها المعارضون للاتفاقيات مضللة وتستند إلى بيانات التعداد السكاني التي تشمل مفهومًا واسعًا للغاية لعامل البناء. ووفقًا لدراسة أجرتها جامعة كورنيل في عام 2010 واستشهدت بها ماري فوجل، فإن 60% من المهن المتعلقة بالبناء في ماساتشوستس هي نقابية. ماري فوجل هي المديرة التنفيذية لمعهد البناء، وهي منظمة غير ربحية مخصصة لتلبية احتياجات قطاع البناء النقابي في ماساتشوستس. في عام 2021، تراوحت نسبة القوى العاملة في قطاع البناء في الولاية المنتمية إلى نقابة بناء من 1.8% (كارولينا الجنوبية) إلى 34.5% (إلينوي)، مع وجود 25 ولاية لديها معدلات نقابية أقل من متوسط صناعة البناء في الولايات المتحدة البالغ 12.6%.
لا يتفق عدد من الساسة مع استخدام اتفاقيات عمال المشروع التي تفرضها الحكومة في مشاريع البناء الممولة من القطاع العام، وقد قدموا مشاريع قوانين أو أوامر تنفيذية تحظر استخدام الاتفاقيات في المشاريع الحكومية أو تمنع استخدام الأموال العامة في المشاريع التي تستخدم تلك الاتفاقيات.

### التأثير على التكلفة
كانت الحجة الرئيسة هي تأثير تلك الاتفاقيات على تكلفة المشروع. حيث يقول المعارضون للاتفاقيات أن هذه الاتفاقيات تؤثر على المنافسة على عطاءات المشاريع، مما يقلل من عدد مقدمي العطاءات المحتملين، حيث أن المقاولين غير المنتمين إلى النقابات أقل ميلاً إلى تقديم العطاءات بسبب القيود المحتملة التي قد تفرضها تلك الاتفاقيات. وبحسب معارضي الاتفاقيات فإن انخفاض المنافسة يؤدي إلى ارتفاع العطاءات وبالتالي زيادة التكلفة على صاحب المشروع. بالإضافة إلى ذلك، يزعم المعارضون أن التكلفة قد تزيد أيضًا بسبب تحمل المقاولين لنفقات أكبر بموجب تلك الاتفاقيات. على سبيل المثال، وفقًا لماكس ليونز من مؤسسة سياسة الموظفين، فإن تكلفة المشروع بموجب الاتفاقية تزيد بنسبة تصل إلى 7%، حيث يُطلب من المقاولين دفع أجر النقابة لموظفيهم، بدلاً من الأجر السائد الذي تحدده الحكومة. وقد زعم المعارضون أيضًا أن هناك أدلة تشير إلى أن الاتفاقيات تضيف تكاليف من خلال إجبار المقاولين غير النقابيين على دفع مقابل للمزايا النقابية حتى لو كانت لديهم. يزعم أنصار استخدام الاتفاقية أن التكلفة النهائية للمشاريع لا تزداد، مقارنة بالمشاريع التي لا تحتوي على مثل هذه الاتفاقية، لأن الاتفاقيات تمنع تجاوز التكاليف. وردًا على ذلك، يستشهد معارضو الاتفاقيات بأمثلة لمشاريع كانت قائمة بالفعل وقد تجاوزت تكاليفها، ومثال ذلك مشروع Big Dig في بوسطن، ومشروع ملعب سافيكو فيلد Safeco Field في سياتل، ومشروع مطار سان فرانسيسكو الدولي. وجدت دراسة أجرتها مؤسسة راند في أغسطس 2021 أن تلك الاتفاقيات المفروضة من الحكومة على مشاريع الإسكان بأسعار معقولة في لوس أنجلوس زادت تكاليف البناء بنسبة 14.5٪ وكان من الممكن إنتاج ما يقرب من 800 وحدة إضافية (زيادة قدرها 11٪ من وحدات الإسكان) بدون تلك الاتفاقيات. وجدت دراسات متعددة أجرتها مؤسسة معهد بيكون هيل لدراسة تأثير تلك الاتفاقيات على تكاليف بناء المدارس في كونيتيكت (2020)، ونيوجيرسي (2019)، وأوهايو (2017) أن المشاريع التي طبقت الاتفاقيات شهدت زيادة في التكاليف بنسبة تصل إلى 20% مقارنة بمشاريع مدارس مماثلة غير تابعة للاتفاقيات لكنها تخضع أيضًا لقوانين الأجور السائدة في الولاية، وهو ما يعكس النتائج التي توصلت إليها أبحاث سابقة حول تكلفة تلك الاتفاقيات على بناء المدارس أجريت في ماساتشوستس (2003)، وكونيتيكت (2004) ونيويورك (2006). في عام 2010، درست وزارة العمل في ولاية نيوجيرسي تأثير تلك الاتفاقيات التي تفرضها الحكومة على تكلفة بناء المدارس في نيوجيرسي خلال عام 2008، ووجدت أن مشاريع بناء المدارس التي استُخدمت فيها الاتفاقيات كانت تكاليفها أعلى بنسبة 30.5% لكل قدم مربع من تلك التي لا تستخدم الاتفاقيات. وفي دراسة أجريت عام 2009 على تأثير تلك الاتفاقيات في مشاريع البناء الفيدرالية، أجراها رايدر ليفيت باكنال لتحديد ما إذا كان ينبغي استخدام تلك الاتفاقيات في مشاريع البناء التابعة لوزارة شؤون المحاربين القدامى في الولايات المتحدة، وجدت أن التكاليف سترتفع في حالة استخدام تلك الاتفاقيات في مشاريع البناء في المواقع التي تكون فيها عضوية النقابات منخفضة. وبحسب تحليلهم، ففي المناطق التي لا تتمتع فيها النقابات بحضور كبير، بما في ذلك دنفر وكولورادو ونيو أورليانز ولويزيانا وأورلاندو بولاية فلوريدا، فإن تطبيق الاتفاقيات في المشاريع من شأنه أن يؤدي إلى زيادات في التكاليف من 5% إلى 9%. وفي مدينتي سان فرانسيسكو ونيويورك، حيث تتمتع النقابات بحضور كبير، توقعت الدراسة نتائج مختلطة فيما يتعلق بإمكانية توفير التكاليف التي تتراوح بين زيادات تكاليف المشاريع الصغيرة ووفورات التكاليف الصغيرة.

### التأثير على المنافسة
يقول معارضو هذه الاتفاقيات أنها تؤثر على المنافسة على عطاءات المشاريع، مما قد يؤدي إلى ارتفاع التكاليف. يزعم معارضو الاتفاقيات، مثل رئيس هيئة الإذاعة الأمريكية (إيه بي سي) السابق هنري كيلي، أن تلك الاتفاقيات تُثبط عزيمة المقاولين غير المنتمين إلى نقابات، إن لم تمنعهم من التنافس على مشاريع البناء، وخاصة المشاريع الفيدرالية. تعمل قوانين المناقصات التنافسية على تثبيط هيئات التخطيط في القطاع العام عن التمييز بين المقاولين غير النقابيين والمقاولين النقابيين، حيث أن التمييز بين مقدمي العطاءات يمثل عادة انتهاكًا لهذه القوانين. وقد مُنح المقاولون غير النقابيين عقودًا في مشاريع تابعة للقطاع العام وتُطبق الاتفاقية، على سبيل المثال مشروع ميناء بوسطن. وفي حكم المحكمة العليا للولايات المتحدة بشأن استخدام اتفاقية عمال المشروع لمشروع ميناء بوسطن، ورد أن أصحاب المشروع لهم الحق في اختيار المقاول الذي يرغب في الدخول في الاتفاقية، وأن المقاولين لديهم الخيار فيما إذا كانوا يرغبون في الدخول في مثل هذه الاتفاقية أم لا. ومع ذلك، في قضية لاحقة، لاحظت المحكمة العليا القيد التالي على قرار محكمة ميناء بوسطن، "عندما توصلنا إلى أن الوكالة الحكومية عملت كمشارك في السوق، أكدنا أن الإجراء المتنازع عليه "كان مصممًا خصيصًا لوظيفة معينة واحدة"".
غالبًا ما تتطلب اتفاقيات عمال المشروع من جميع الشركات توظيف العمال وفق قوائم التوظيف النقابية، وعلى الرغم من أن النقابة هي التي تتحكم في نظام إحالة الموظفين إلا هذا قد لا تميز على أساس حالة العمال النقابية أو غير النقابية. ومع ذلك، فإنه في كثير من الأحيان يكون من الضروري أن ينضم الموظفون المستأجرون إلى نقابة ويدفعون رسوم النقابة، وعادةً طوال مدة المشروع. يزعم معارضو تلك الاتفاقيات أن سيطرة النقابات على التوظيف تمنع المقاول غير النقابي من استخدام موظفيه وممارسات العمل الفعالة. يقول معارضو الاتفاقيات إن التكلفة المتزايدة للمقاولين والتأثير على عمالهم باشتراط الانضمام إلى نقابة، تعمل على تثبيط عزيمة المقاولين غير المنتمين إلى نقابة عن التقدم بعطاءات على المشاريع التي تُطبق تلك الاتفاقيات. على سبيل المثال، شهد مشروع في ولاية أوهايو في عام 2010، لبناء مساكن لمدرستين، زيادة في عدد العطاءات عندما سُمح بعدم تطبيق تلك الاتفاقيات، وكانت أسعار العطاءات أقل بنسبة 22% مما كانت عليه عندما كان هناك اتفاقية.

### التأثير المحلي
وفقًا للمؤيدين لهذه الاتفاقيات، يمكن لأصحاب المشاريع العامة مثل مجالس المدارس أو مجالس المدن استخدام اتفاقيات عمال المشروع لتحديد أهداف خلق فرص العمل المحلية وتحقيق أهداف الرعاية الاجتماعية من خلال مشاريع البناء التي يطبقونها. يمكن أن تتضمن الاتفاقيات أحكامًا تتعلق بالتوظيف المستهدف وأحكامًا تتعلق بنسب التدريب المهني. يرى للمؤيدون لهذه الاتفاقيات أنه من خلال تضمين متطلبات لنسبة معينة من العمال المحليين للدخول في برامج التدريب النقابية العاملة في برنامج البناء، يمكن استخدام الاتفاقيات لمساعدة العمال المحليين على اكتساب المهارات. يمكن استخدام مصطلح "اتفاقية القوى العاملة المجتمعية" (Community Workforce Agreement CWA) لوصف اتفاقيات عمال المشروع التي تتضمن أحكامًا تركز على المجتمع. يقول المؤيدون إن اتفاقيات القوى العاملة المجتمعية تُعيد ضخ أموال الضرائب التي تدفع ثمن مشاريع البنية الأساسية هذه إلى المجتمعات المحلية. بينما أشار المعارضون لاتفاقيات عمال المشروع إلى أمثلة أخرى مثل بناء ملعب يانكي وملعب واشنطن ناشيونالز، حيث طُبقت اتفاقيات تركز على المجتمع في كلا المبنيين ولكن لم يتحقق أهداف التوظيف المحلي أو توفير الموارد للمجتمع. وفقًا لتقرير صادر عن لجنة الرياضة والترفيه في العاصمة واشنطن، فقد فشلت هيئة التخطيط والبناء في ملعب ناشيونالز في تحقيق أهدافها الرئيسية الثلاثة المتمثلة في قيام العمال المحليين بأداء 50% من ساعات العمل اليدوي، وتوفير التدريب المهني لسكان المدينة فقط، وتكليف المتدربين بأداء 25% من ساعات العمل في المشروع. وفقًا لمجموعات مثل ABC، فإنه نظرًا لأن اتفاقيات عمال المشروع تتطلب توظيف العمال من خلال النقابات، ولأن عدد العمال النقابيين أقل بكثير، فقد يعني هذا أن تحقيق أهداف التوظيف المحلية يُعد أمرًا مستحيلًا.

### التأثير على المقاولين من الأقليات
يعارض عدد من النساء ومجموعات المقاولين من الأقليات اتفاقيات عمال المشروع، بحجة أنها تؤثر بشكل غير متناسب على الشركات الصغيرة، وخاصة تلك المملوكة للنساء والأقليات. تزعم هذه المجموعات أن تلك الاتفاقيات مخالفة لسياسة السوق الحرة، وأنها تمييزية. وعلى وجه الخصوص، أعربت مجموعات، مثل الجمعية الوطنية لسيدات الأعمال، عن معارضتها لاتفاقيات عمال المشروع، وفي عام 1998، كانت هناك جلسة استماع في مجلس النواب مخصصة لقضية معارضة الأقليات لتلك الاتفاقيات التي تفرضها الحكومة. حيث تُعارض غرفة التجارة الوطنية السوداء استخدام تلك الاتفاقيات بسبب انخفاض أعداد أعضاء النقابات من السود في صناعة البناء. وفقًا للجنة الوطنية للعمال السود، فإن تنفيذ اتفاقيات عمال المشروع يؤدي إلى التمييز ضد العمال السود الذين هم في العموم عمال غير نقابيين، كما يمنع المقاولين من استخدام العمال المؤقتين. ووفقًا لغرفة التجارة الأمريكية الآسيوية في الولايات المتحدة، فإن غالبية أعضائها تتكون من شركات صغيرة تتأثر بشكل غير عادل باتفاقيات عمال المشروع، وخاصة بسبب زيادة التكاليف وانخفاض مزايا الموظفين.

## الأبحاث والتقارير
وقد نُشر عدد من الدراسات والتقارير، بهدف التعرف على تأثير اتفاقيات عمال المشروع. بالإضافة إلى البحث الأكاديمي، وأعدت الوكالات الحكومية والأفراد نيابة عن حكومة الولاية أو الحكومة الفيدرالية التقارير حول هذا الموضوع. في عام 1998، أصدر مكتب المحاسبة الحكومية تقريراً حول اتفاقيات عمال المشروع أشار فيه إلى وجود نقص عام في البيانات، ولكنه أفاد بأن "المؤيدين والمعارضين لاستخدام هذه الاتفاقيات قالوا إنه سيكون من الصعب مقارنة أداء المقاولين في المشاريع الفيدرالية في حالة تطبيق الاتفاقيات وبدونها، لأنه من غير المرجح للغاية أن نعثر على مشروعين من هذا القبيل متشابهين بدرجة كافية من حيث التكلفة والحجم والنطاق والتوقيت" للمقارنة بينهما. وخلص تقرير مكتب المحاسبة الحكومية إلى أنه سيكون من الصعب استخلاص "أي استنتاجات نهائية" بشأن تأثير اتفاقيات عمال المشروع على الأداء. تتضمن التقارير الأحدث دراسة لاتفاقيات عمال المشروع من كلية العلاقات الصناعية والعمالية بجامعة كورنيل، في عام 2009، والتقارير التي أصدرها معهد بيكون هيل منذ عام 2003، والتي خلصت إلى أن تلك الاتفاقيات تزيد من تكاليف المشاريع، وفي تحليل نشره معهد نظام الجامعة الوطنية لأبحاث السياسات، ذُكر أنه وجد أن اتفاقيات عمال المشروع تزيد من تكلفة بناء المدارس في كاليفورنيا.
بالإضافة إلى الدراسات التي تبحث في استخدام اتفاقيات عمال المشروع وتأثيرها، تتوفر تقارير توضح تاريخ استخدام تلك الاتفاقيات والحجج المؤيدة والمعارضة لاستخدامها. تتضمن التقارير التي تبحث في تاريخ استخدام الاتفاقيات، تقرير مكتبة ولاية كاليفورنيا لعام 2001، والذي جرى إعداده وتجميعه لمجلس شيوخ ولاية كاليفورنيا، والذي يروي تاريخ تطبيق هذه الاتفاقيات في كاليفورنيا، ويستخدم دراسات الحالة لفحص ميزات الاتفاقيات العامة والخاصة. وفي مقال نُشر في مجلة جامعة بنسلفانيا للقانون عام 2001، حدد المؤلف الحجج المؤيدة والمعارضة لتلك الاتفاقيات، وقيّم حالة القانون منذ قرار قضية ميناء بوسطن عام 1993. وتوصلت المقالة إلى أنه على الرغم من الفوائد المترتبة على استخدام هذه الاتفاقيات، إلا أنها قد تُشكل مخاطر ويجب السماح بها فقط في المشاريع التي من شأنها أن تعزز أهداف قوانين العطاءات التنافسية، وهي البناء في الوقت المناسب والفعال والعالي الجودة وغير المكلف.

### التقارير الداعمة للاتفاقيات
توصلت الدراسات إلى أن اتفاقيات عمال المشروع توفر فوائد لأصحاب المشاريع والمجتمعات المحلية، ولا تشكل ضرراً للمقاولين والموظفين غير المنتمين إلى النقابات. توصلت دراسة أجراها فريد ب. كوتلر، المدير المساعد لمدرسة العلاقات الصناعية والعمالية بجامعة كورنيل، في عام 2009 إلى أنه لا يوجد دليل على أن اتفاقيات عمال المشروع بها تمييز ضد أصحاب العمل والعمال، أو تحد من مجموعة مقدمي العطاءات، أو ترفع تكاليف البناء. وفي تقرير صدر عام 2009 أعده ديل بلمان من جامعة ولاية ميشيغان، وماثيو بوداه من جامعة رود آيلاند، وبيتر فيليبس من جامعة يوتا، ذكر المؤلفون أن هذه الاتفاقيات بدلاً من زيادة التكلفة، فإنها توفر فوائد للمجتمع. وبحسب تقريرهم، فإن تكلفة المشروع مرتبطة بشكل مباشر بمدى تعقيد المشروع، وليس بوجود الاتفاقية أو عدمه. ووجدوا أن اتفاقيات عمال المشروع ليست مناسبة لجميع المشاريع، ولكنها تكون جيدة لبعض المشاريع، مثل مشاريع البناء المعقدة للغاية. وقد نظرت الدراسات أيضًا في كيفية استفادة المجتمعات المحلية من خلال توظيف السكان المحليين. ففي ورقة بحثية ركزت على ما إذا كانت تلك الاتفاقيات التي طورتها منطقة كلية مجتمع لوس أنجلوس (LACCD)، ومنطقة مدارس لوس أنجلوس الموحدة (LAUSD)، ومدينة لوس أنجلوس قد حققت أهداف التوظيف المحلية، وجد المؤلف أن هدف التوظيف المحلي بنسبة 30% الذي حددته اتفاقيات التوظيف المحلية قد تحقق.
وقد توصلت التقارير والدراسات التي تناولت التأثير المالي لاتفاقيات عمال المشروع على مشاريع البناء إلى أنها قد لا تؤدي إلى زيادة التكاليف، مثل ورقة بحثية صدرت عام 2002 عن مركز دراسات الإسكان المشترك التابع لجامعة هارفارد، والتي تنص على أن التكاليف المتزايدة التي استشهد بها معارضو الاتفاقيات تستند إلى العطاءات وليس التكاليف النهائية. وفقًا للورقة البحثية، فإن التكاليف النهائية للمشروع تكون عادةً أعلى من تكاليف العطاءات بسبب النفقات التي تنشأ أثناء البناء. بالإضافة إلى ذلك، أفاد تقرير صادر عام 2004 عن مدير الخدمات العامة لمقاطعة كونترا كوستا، كاليفورنيا، أن العطاءات المقدمة لخمسة من المشاريع الثمانية الخاضعة لاتفاقيات عمال المشروع كانت أقل من تقديرات التكلفة التي وضعها المهندس المعماري/المهندس. في عام 2004، أشار تقرير كتب عن استخدام هذه الاتفاقيات في ولاية أيوا إلى أن استخدامها يزيد من كفاءة وفعالية التكلفة لمشاريع البناء، حيث يذكر: "لقد ثبت أن اتفاقيات عمال المشروع التي ينفذها القطاع العام في المشاريع المعقدة أو المشاريع التي يكون فيها إكمال المشروع في الوقت المناسب مهمًا تُوفر الأداء المطلوب من قبل المقاولين ومديري المشاريع، الذين يستخدمونها بشكل متكرر." وخلصت ورقة بحثية عام 2009 إلى وجود صعوبة في تحديد تأثير اتفاقيات عمال المشروع على التكلفة في بناء المدارس، بسبب الاختلافات بين المدارس المبنية بتطبيق تلك الاتفاقات وتلك المبنية بدونها. وذكر التقرير أنه لم يكن هناك أي دليل إحصائي ذي دلالة على زيادة تكاليف بناء المدارس.
وتشير التقارير المتعلقة بالاعتبارات القانونية التي تؤثر على اتفاقيات عمال المشروع إلى أن هذه الاتفاقيات تُشكل أداة فعالة للعلاقات العمالية. في تقرير صدر عام 1999، حول مدى قانونية هذه الاتفاقيات، ذكر المؤلفون أن اتفاقيات عمال المشروع "تعمل كقوة إنتاجية ومستقرة في صناعة البناء". ويدعم هذا دراسة أجرتها جامعة كاليفورنيا في لوس أنجلوس تحدت نتائج معهد بيكون هيل بشأن اتفاقيات عمال المشروع، والتي وجدت أن استخدام الاتفاقيات في القطاع الخاص "يخلق استمرارية واستقرارًا للقوى العاملة في موقع العمل".

### التقارير المعارضة للاتفاقيات
وجدت دراسة أجرتها مؤسسة راند في أغسطس 2021 أن اتفاقيات عمال المشروع التي تفرضها الحكومة على مشاريع الإسكان بأسعار معقولة في لوس أنجلوس زادت تكاليف البناء بنسبة 14.5٪ وكان من الممكن إنتاج ما يقرب من 800 وحدة إضافية (زيادة قدرها 11٪ من وحدات الإسكان) في حالة عدم تطبيق تلك الاتفاقيات.
وجدت دراسات متعددة أجراها معهد بيكون هيل لدراسة تأثير اتفاقيات عمال المشروع التي تفرضها الحكومة على تكاليف بناء المدارس في كونيتيكت (2020)، ونيوجيرسي (2019)، وأوهايو (2017) أن المشاريع التي طبقت تلك الاتفاقيات شهدت زيادة في التكاليف بنسبة تصل إلى 20% مقارنة بمشاريع مدارس مماثلة لم تُطبق الاتفاقيات لكنها تخضع لقوانين الأجور السائدة في الولاية، وهو ما يعكس النتائج التي توصلت إليها أبحاث سابقة حول تأثير اتفاقيات عمال المشروع على زيادة تكلفة بناء المدارس أجريت في ماساتشوستس (2003)، وكونيتيكت (2004) ونيويورك (2006). وفي عام 2009، نشر معهد BHI تقريراً عن اتفاقيات عمال المشروع، حيث بحث في ما إذا كانت الادعاءات الواردة في الأمر التنفيذي الذي أصدره أوباما بأن تلك الاتفاقيات لها تأثير اقتصادي إيجابي صحيحة أم لا. وقد نظر التقرير في نتائج دراسات المعهد، ودراسات حالة أخرى لمشاريع طبقت الاتفاقيات وومشاريع أخرى لم تُطبقها، وتناول الانتقادات لدراساتهم السابقة وخلص إلى أن مبررات استخدام الاتفاقيات في الأمر التنفيذي لم تثبت. وعلى وجه الخصوص، خلص التقرير إلى عدم وجود فائدة اقتصادية لدافعي الضرائب من استخدام اتفاقيات عمال المشروع.
حللت دراسة مستقلة رُجعت في عام 2011 بواسطة معهد نظام الجامعة الوطني لبحوث السياسات التأثير المالي لاتفاقيات عمال المشروع على بناء المدارس في كاليفورنيا من عام 1996 إلى عام 2008. وقد حللت الدراسة 551 مشروع بناء مدارس، ويقال إنها أكبر دراسة أُجريت حتى الآن لتلك الاتفاقيات. وقد وجدت الدراسة أن استخدام هذه الاتفاقيات أضاف ما بين 13% و15% إلى تكاليف البناء، وهو ما يمثل زيادة في التكلفة تتراوح بين 28.90 و32.49 دولاراً للقدم المربع عند تعديلها وفقاً للتضخم. ومع ذلك، فقد شكك الدكتور ديل بلمان من جامعة ولاية ميشيغان بشدة في استنتاجات هذه الدراسة، علمًا بأنه مؤيد منذ فترة طويلة لاستخدام هذه الاتفاقيات، والذي أشارت الدراسة إلى أبحاثه السابقة بشكل متكرر، والذي ادعى أن الدراسة أساءت تمثيل نتائجه. وقد كتب إلى المؤلفين: "على الرغم من أن دراستكم بها العديد من القضايا الإحصائية الخطيرة، إلا أن نتائجكم في نهاية المطاف تتفق بشكل أساسي مع تلك المقدمة في مقالتي حول تأثير اتفاقيات عمال المشروع على تكاليف بناء المدارس في ماساتشوستس. يمكن تلخيص النتيجة المستفادة من نتائجكم على النحو التالي: عندما يجري تضمين الضوابط المناسبة للاختلافات في خصائص المدارس المبنية بما في ذلك نوع المدرسة وموقعها ومواصفات البناء والمواد المستخدمة وما إلى ذلك، فلا يوجد دليل إحصائي على أن المدارس التي طبقت اتفاقيات عمال المشروع أكثر تكلفة مقارنة بالمدارس التي لم تُطبقها." يشير مؤلفو الدراسة في التقرير إلى أنهم استخدموا أساليب انحدار قوية لتوضيح التباينات في مواد/تقنيات بناء المدارس والموقع. الانحدار القوي هو تقنية إحصائية تُستخدم بالتزامن مع النماذج التنبؤية عندما تفتقر مجموعة البيانات إلى التوزيع الطبيعي، أو عندما تكون هناك قيم متطرفة جوهرية قد تؤدي إلى تحريف النتائج من اختبار الانحدار القياسي. في تحليل الانحدار القوي، نقوم بتقليل تأثير القيم المتطرفة، مما يسمح بظهور المزيد من العلاقات الإحصائية في النتائج.
في عام 2010، درست وزارة العمل في ولاية نيوجيرسي تأثير اتفاقيات عمال المشروع التي تفرضها الحكومة على تكلفة بناء المدارس في نيوجيرسي خلال عام 2008، ووجدت أن مشاريع بناء المدارس التي استُخدمت فيها الاتفاقيات كانت تكاليفها أعلى بنسبة 30.5% لكل قدم مربع عن تلك التي لم تستخدم الاتفاقيات.
وتوصلت دراسات سابقة أيضاً إلى زيادة التكاليف عند استخدام اتفاقيات عمال المشروع، بما في ذلك دراسة أجريت في عام 2000 حول مشروع لهيئة المياه في ولاية نيفادا، والتي وجدت أن المشروع كلف 200 ألف دولار إضافية لأن مقدم العطاء الأقل الحقيقي رفض التوقيع على اتفاقية عمال المشروع. ثم ذهب المشروع إلى مقاول نقابي كان عرضه أعلى بمقدار 200 ألف دولار. وفي عام 2000 أيضاً، خلصت دراسة بتكليف من مجلس التشريع في مقاطعة جيفرسون في نيويورك، والتي بحثت في أثر تطبيق تلك الاتفاقيات على ترخيص لاستخدام مجمع محكمة مقاطعة جيفرسون، إلى أن تطبيق الاتفاقيات يمكن أن يؤدي إلى تكاليف إضافية تتجاوز 955 ألف دولار. إن الزيادة الإجمالية المقدرة لتكاليف المشاريع، في حالة استخدام تلك الاتفاقيات، كانت تمثل 7% من إجمالي تكلفة المشروع.
بالإضافة إلى زيادة تكاليف المشاريع، فقد وجدت الدراسات أن اتفاقيات عمال المشروع يمكن أن تؤدي إلى تكاليف أكبر للمقاولين غير النقابيين ويمكن أن تخفض صافي أجور موظفيهم. في عامي 2009 و2021 وجدت دراسات أجراها جون ر. ماكجوان من جامعة سانت لويس أن العمال غير المنتمين إلى نقابات في مشاريع تُطبق اتفاقيات عمال المشروع قد حصلوا على أجور منخفضة، مقارنة بما قد يتلقونه مقابل العمل في مشروع غير خاضع لتلك الاتفاقيات. بالإضافة إلى ذلك، سيتعين على أصحاب العمل غير النقابيين دفع تكاليف المزايا الإضافية التي قد لا يكون موظفوهم مؤهلين للحصول عليها وقد يكونون مسؤولين عن تكاليف سحب أموال صندوق التقاعد إذا كانت الاتفاقيات تعني أنه يتعين عليهم المساهمة في صندوق التقاعد النقابي طوال مدة المشروع.
وقد تؤثر اتفاقيات عمال المشروع أيضًا على المنافسة من خلال تثبيط عزيمة مقدمي العطاءات غير النقابيين، وفقًا لاستطلاعات أجريت بين المقاولين، ودراسات بما في ذلك دراسة أجرتها شركة إرنست آند يونج في سبتمبر 2001، بتكليف من مقاطعة إيري، نيويورك. حللت هذه الدراسة تأثير اتفاقيات عمال المشروع على مشاريع البناء العامة وخلصت إلى أن عدد مقدمي العطاءات انخفض بالنسبة للمشاريع التي تشترط تطبيق تلك الاتفاقيات، حيث أن "استخدام تلك الاتفاقيات يعوق بشدة المقاولين غير النقابيين من المشاركة في العطاءات العامة". أصدر مكتب أبحاث بلدية ووستر تقريرًا في عام 2001، استنادًا إلى عدد من الدراسات حول استخدام تلك الاتفاقيات. وذكر التقرير أن هذه الاتفاقيات أدت إلى تقليص عدد المتقدمين للعطاءات في مشاريع البناء، وأدت إلى تحقيق وفورات أقل مما كان من الممكن تحقيقه في حالة تمكن المقاولين من العمل بموجب الترتيبات المعتادة للموظفين. في مارس/آذار 1995، أجرت هيئة ABC دراسة حول تكاليف دافعي الضرائب الخاصة بمركز روزويل بارك الشامل لعلاج السرطان في بوفالو بنيويورك، حيث قيّمت العطاءات المقدمة لنفس المشروع قبل وبعد فرض تطبيق اتفاقيات عمال المشروع مؤقتاً في عام 1995. وكشفت الدراسة أن عدد المتقدمين لإنجاز العمل انخفض بنسبة 30% وأن التكاليف زادت بنسبة تزيد عن 26%.
من حيث التأثير الاقتصادي الأوسع، لم تتمكن دراسة أجرتها شركة برايس ووتر هاوس كوبرز في نوفمبر 2000 بناءً على طلب منطقة مدارس لوس أنجلوس الموحدة من تأكيد ما إذا كانت اتفاقية عمال المشروع لبناء اقتراح BB الخاص بالمنطقة قد أنتجت تأثيرًا اقتصاديًا إيجابيًا أو سلبيًا. في مارس 2006، أصدر معهد المصلحة العامة دراسة خلصت إلى أن تطبيق اتفاقيات عمال المشروع في مشروع بناء مركز أحداث أيوا في وسط مدينة ديس موينز، قد فرضت "عبئًا غير ضروري" على العمال المحليين والشركات ودافعي الضرائب.

## روابط خارجية
- الحقيقة حول اتفاقية PLA - موقع مناهض لـ PLA
- اتفاقيات العمل للمشروع قيد التنفيذ في حرم جامعة ماساتشوستس UMass Boston
- موقع جمعية المقاولين والبنائين على PLAs
- موقع جمعية المقاولين العامين الأمريكية على الإنترنت حول طلبات الشراء المسبق التي تفرضها الحكومة
- عمل PLA - موقع ويب مؤيد لـ PLA
- الأمر التنفيذي رقم 13502 للرئيس أوباما